# Dendrophyllia johnsoni
Dendrophyllia johnsoni is een rifkoralensoort uit de familie van de Dendrophylliidae. De wetenschappelijke naam van de soort is voor het eerst geldig gepubliceerd in 1991 door Cairns.